# Đền Độc Cước

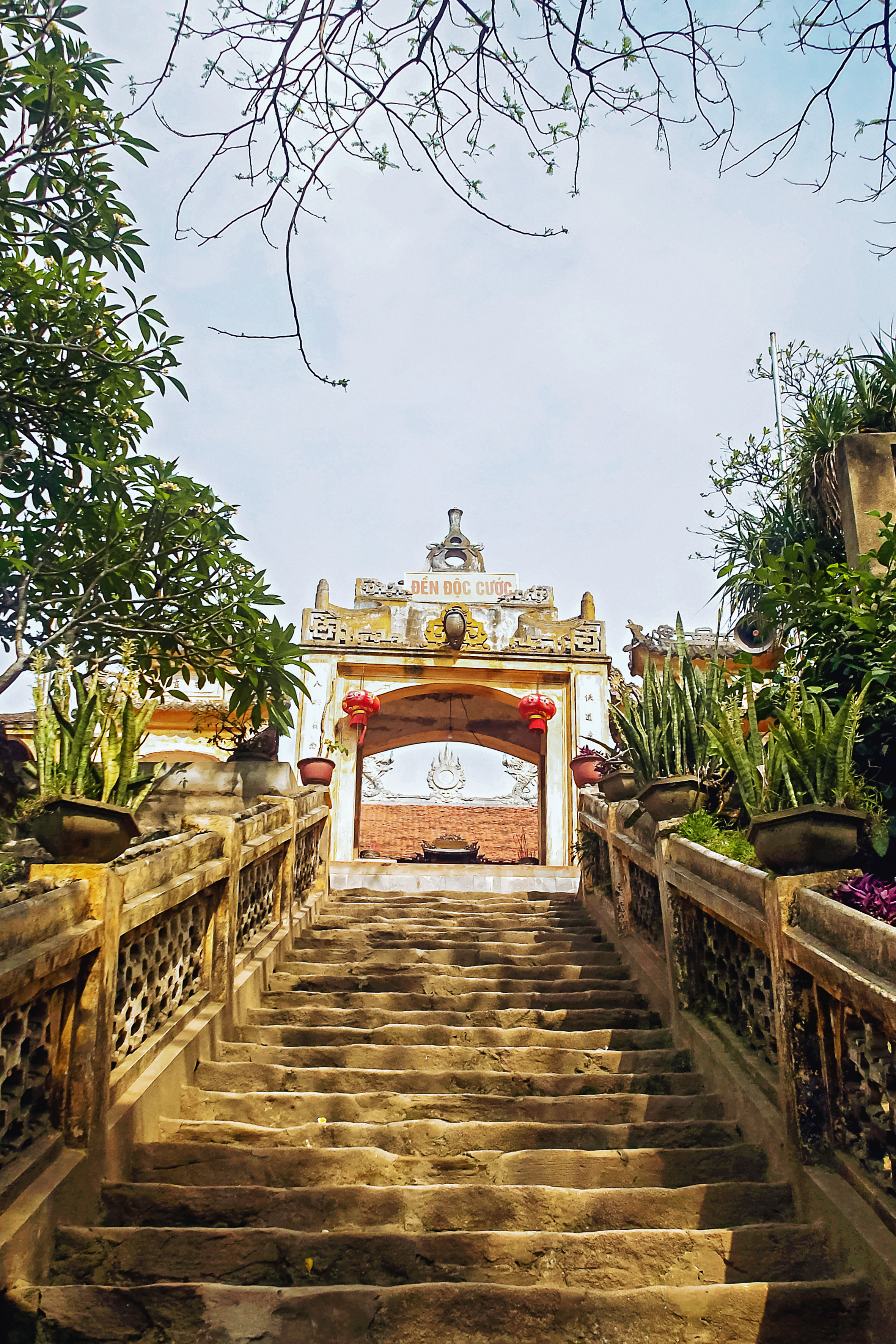
Đường lên đền Độc Cước

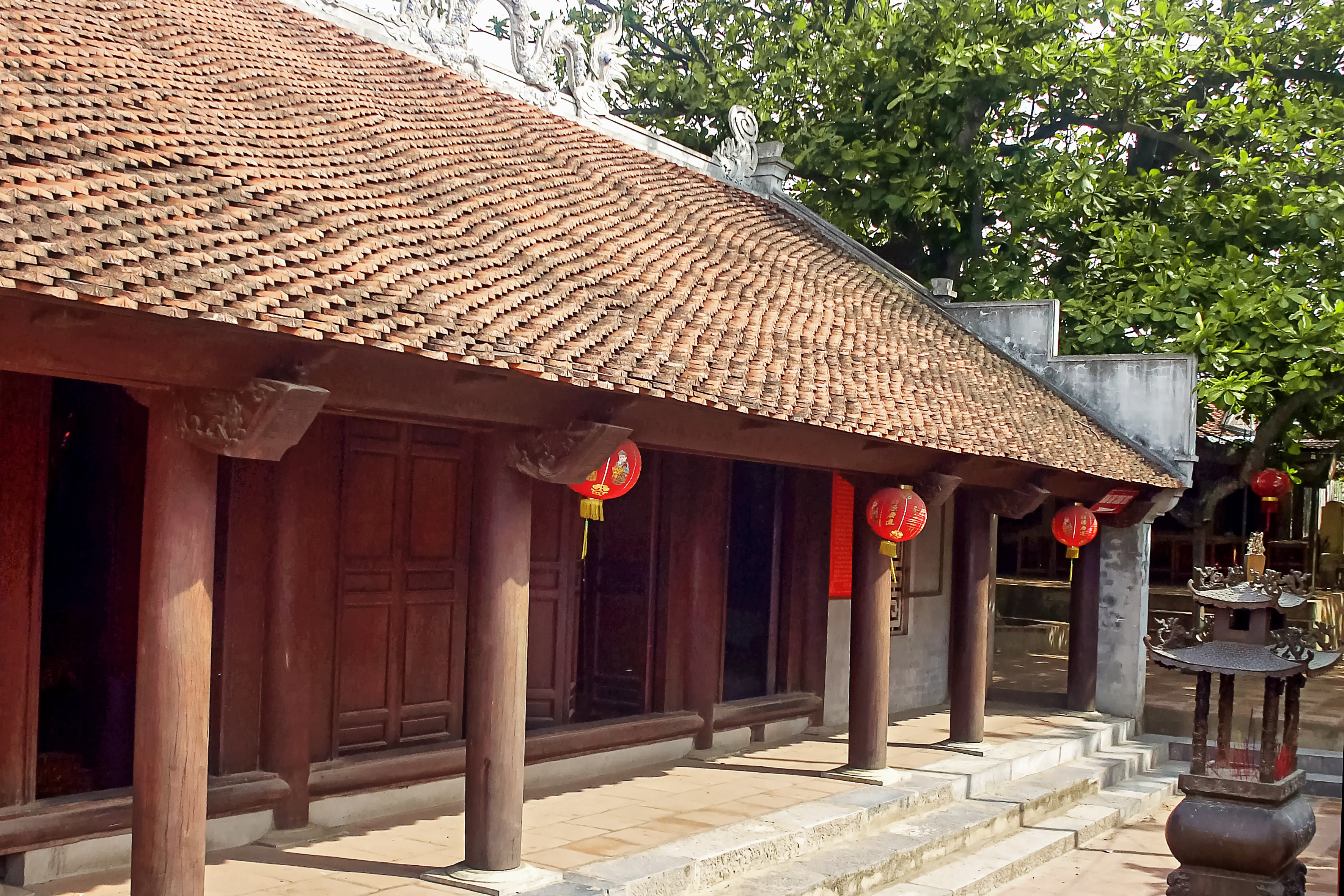
Hậu cung đền Độc Cước

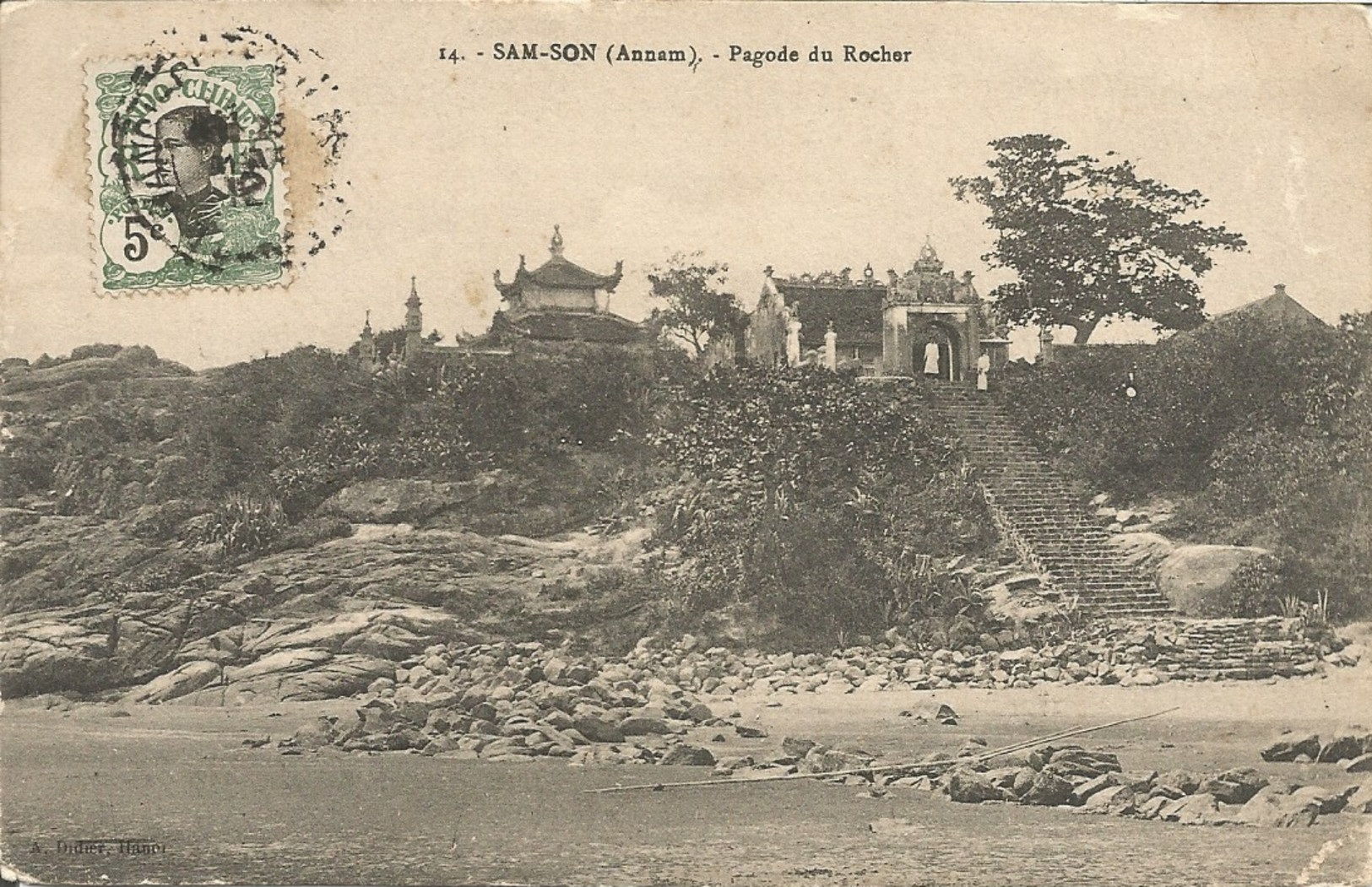
Đền Độc Cước năm 1905

Đền Độc Cước là đền thờ vị thần mang cùng tên, một vị thần trong tín ngưỡng dân gian Việt Nam. Đền Độc Cước nằm trên đỉnh núi mang tên hòn Cổ Giải thuộc dãy núi Trường Lệ ở phường Sầm Sơn, tỉnh Thanh Hóa, ngay cạnh bãi biển Sầm Sơn. Đền mang tên Độc Cước (nghĩa là một chân), gắn liền với sự tích chàng trai khổng lồ đã tự xé đôi thân mình để vừa đánh giặc quỷ biển ngoài khơi và đánh giặc trong đất liền cứu dân làng.
Đền được xây dựng vào thời nhà Trần, sang đến thời nhà Lê được được trùng tu lại nhiều lần. Đường lên đền là 45 bậc bằng đá. Tượng thần Độc Cước bằng gỗ chỉ có một tay, một chân. Phía sau đền có Môn Lâu dựng năm 1863 bằng gỗ.
Năm 1962 đền được Bộ Văn hóa, Thông tin Việt Nam xếp hạng di tích cấp quốc gia.